# Новокубанский район
Новокубанский район — административно-территориальная единица и муниципальное образование (муниципальный район) в составе Краснодарского края России. 
Административный центр — город Новокубанск.

## География
Район расположен в восточной части Краснодарского края. Территория района составляет 182,3 тыс. гектаров.
По природно-климатическим показателям Новокубанский район характеризуется засушливым климатом. Среднегодовое количество осадков составляет 551 мм. Наибольшее количество осадков выпадает в теплый период (апрель-сентябрь) — 340 мм, наименьшая — в холодный период — 211 мм. В летний период осадки в виде ливней, которым предшествует длительный период знойной засушливой погоды. Зима коротка и мягкая, но в отдельные годы может быть суровой с длительным морозным периодом. Лето знойное и длительное. Весной и летом восточные и юго-западные ветры носят характер суховеев.
Преобладающий тип почв на территории района — чернозёмы. Наибольший удельный вес в районе занимают пахотные земли — 136,8 тыс. гектара. На территории района ведется добыча песка, глины.

## История
- Район был образован 20 июня 1936 года в составе Азово-Черноморского края, после того как город Армавир был выделен в самостоятельную административно-хозяйственную единицу, центр Армавирского района перенесен в станицу Новокубанская, а район переименован в Новокубанский. Первоначально район включал в себя 12 сельских советов: Бароновский, Горькобалковский, Измайловский, Камышевахский, Ковалевский, Косякинский, Краснополянский, Ляпинский, Мирный, Новокубанский, Прочноокопский, Форштадтский.
- С 13 сентября 1937 года Новокубанский район в составе Краснодарского края.
- 28 апреля 1962 года в состав района были переданы территории упраздненных Советского и Успенского районов.
- 1 февраля 1963 года был образован Новокубанский сельский район[5].
- 21 февраля 1975 года Указом Президиума Верховного Совета РСФСР из состава Новокубанского района была выделена территория Успенского района.

## Население
| 1939    | 1959    | 1970     | 1979    | 1989    | 2002    | 2006    | 2010    | 2011    |
| ------- | ------- | -------- | ------- | ------- | ------- | ------- | ------- | ------- |
| 41 036  | ↗54 958 | ↗117 696 | ↘74 841 | ↗76 275 | ↗87 478 | ↘85 782 | ↗86 311 | ↘86 247 |
| 2012    | 2013    | 2014     | 2015    | 2016    | 2017    | 2018    | 2019    | 2020    |
| ↘86 235 | ↗86 310 | ↗86 480  | ↗87 211 | ↗87 461 | ↘87 332 | ↘86 967 | ↘86 698 | ↗86 781 |
| 2021    | 2023    | 2025     |         |         |         |         |         |         |
| ↘84 309 | ↘83 008 | ↘81 734  |         |         |         |         |         |         |

Население района на 01.01.2006 года составило 85 782 человека. Из них 40,1% – городские жители и 59,9% - сельские жители. Среди всего населения мужчины составляют - 46,0%, женщины – 54,0%. Женского населения фертильного возраста – 22468 человек (48,5% от общей численности женщин). Дети от 0 до 17 лет – 19057 (22,2% всего населения), взрослых – 66725 человек (77,8%). В общей численности населения 50617 (59,0%) - лица трудоспособного возраста, 22,1% - пенсионеры.
Национальный состав
По итогам переписи населения 2020 года проживали следующие национальности (национальности менее 0,1 % и другое см. в сноске к строке «Другие»):
| Национальность | Численность, чел. | Доля     |
| -------------- | ----------------- | -------- |
| Русские        | 76 598            | 90,85 %  |
| Армяне         | 4810              | 5,71 %   |
| Цыгане         | 318               | 0,38 %   |
| Украинцы       | 279               | 0,33 %   |
| Немцы          | 275               | 0,33 %   |
| Черкесы        | 218               | 0,26 %   |
| Татары         | 101               | 0,12 %   |
| Другие         | 1710              | 2,02 %   |
| Итого          | 84 309            | 100,00 % |

## Административно-муниципальное устройство
В рамках административно-территориального устройства края, Новокубанский район включает 1 город районного подчинения и 8 сельских округов.
В рамках организации местного самоуправления в Новокубанский район входят 9 муниципальных образований нижнего уровня, в том числе 1 городское и 8 сельских поселений:
| № | Муниципальное образование          | Административный центр | Количество населённых пунктов | Население | Площадь, км² |
| - | ---------------------------------- | ---------------------- | ----------------------------- | --------- | ------------ |
| 1 | Новокубанское городское поселение  | город Новокубанск      | 1                             | ↘33 048   | 30,04        |
| 2 | Бесскорбненское сельское поселение | станица Бесскорбная    | 2                             | ↘5697     | 189,41       |
| 3 | Верхнекубанское сельское поселение | хутор Кирова           | 16                            | ↘5074     | 314,79       |
| 4 | Ковалевское сельское поселение     | село Ковалевское       | 10                            | ↘9606     | 190,55       |
| 5 | Ляпинское сельское поселение       | хутор Ляпино           | 4                             | ↘1879     | 171,74       |
| 6 | Новосельское сельское поселение    | посёлок Глубокий       | 5                             | ↘4916     | 191,58       |
| 7 | Прикубанское сельское поселение    | посёлок Прикубанский   | 6                             | ↘4771     | 200,83       |
| 8 | Прочноокопское сельское поселение  | станица Прочноокопская | 2                             | ↘4875     | 118,56       |
| 9 | Советское сельское поселение       | станица Советская      | 7                             | ↘12 703   | 400,00       |

### Населённые пункты
В Новокубанском районе 52 населённых пункта, в том числе город и 52 сельских населённых пункта:
| №  | Населённый пункт  | Тип                    | Население | Муниципальное образование          |
| -- | ----------------- | ---------------------- | --------- | ---------------------------------- |
| 1  | Новокубанск       | город                  | ↘33 048   | Новокубанское городское поселение  |
| 2  | Бесскорбная       | станица                | ↘5779     | Бесскорбненское сельское поселение |
| 3  | Большевик         | хутор                  | ↗458      | Верхнекубанское сельское поселение |
| 4  | Борвинок          | хутор                  | ↘108      | Ковалевское сельское поселение     |
| 5  | Веселый           | посёлок                | ↘145      | Прикубанское сельское поселение    |
| 6  | Восход            | посёлок                | ↗2860     | Ковалевское сельское поселение     |
| 7  | Глубокий          | посёлок                | ↘3686     | Новосельское сельское поселение    |
| 8  | Горькая Балка     | хутор                  | ↘420      | Прикубанское сельское поселение    |
| 9  | Дальний           | посёлок                | ↘298      | Верхнекубанское сельское поселение |
| 10 | Западный          | посёлок                | ↘209      | Верхнекубанское сельское поселение |
| 11 | Зорька            | посёлок                | ↗308      | Верхнекубанское сельское поселение |
| 12 | Ивановский        | хутор                  | ↘106      | Верхнекубанское сельское поселение |
| 13 | Измайлов          | хутор                  | ↗314      | Верхнекубанское сельское поселение |
| 14 | Камышеваха        | село                   | ↗543      | Ляпинское сельское поселение       |
| 15 | Кара-Джалга       | посёлок ж.д. разъезда  | ↘13       | Верхнекубанское сельское поселение |
| 16 | Кирова            | хутор                  | ↗1461     | Верхнекубанское сельское поселение |
| 17 | Ковалёвское       | село                   | ↗3291     | Ковалевское сельское поселение     |
| 18 | Комсомольский     | посёлок                | ↗363      | Ковалевское сельское поселение     |
| 19 | Косякинская       | станица                | ↘332      | Прикубанское сельское поселение    |
| 20 | Коцебу            | посёлок ж.д. платформы | ↘34       | Ковалевское сельское поселение     |
| 21 | Красная Звезда    | хутор                  | ↘179      | Ковалевское сельское поселение     |
| 22 | Ленинский         | хутор                  | ↗191      | Верхнекубанское сельское поселение |
| 23 | Лесхоз            | посёлок                | →0        | Ковалевское сельское поселение     |
| 24 | Ляпино            | хутор                  | ↘1431     | Ляпинское сельское поселение       |
| 25 | Марьинский        | хутор                  | ↗754      | Верхнекубанское сельское поселение |
| 26 | Мирской           | посёлок                | ↘235      | Ковалевское сельское поселение     |
| 27 | Нововоскресенский | хутор                  | ↘18       | Бесскорбненское сельское поселение |
| 28 | Новокарский       | хутор                  | ↗64       | Ляпинское сельское поселение       |
| 29 | Новосельское      | село                   | ↘1276     | Новосельское сельское поселение    |
| 30 | Первомайский      | посёлок                | ↗386      | Прикубанское сельское поселение    |
| 31 | Передовой         | посёлок                | ↗591      | Прикубанское сельское поселение    |
| 32 | Подлесный         | посёлок                | ↘78       | Советское сельское поселение       |
| 33 | Прикубанский      | посёлок                | ↗3135     | Прикубанское сельское поселение    |
| 34 | Прогресс          | посёлок                | ↗2503     | Ковалевское сельское поселение     |
| 35 | Прочноокопская    | станица                | ↘4514     | Прочноокопское сельское поселение  |
| 36 | Пчела             | посёлок                | ↗14       | Новосельское сельское поселение    |
| 37 | Радищево          | село                   | ↘814      | Советское сельское поселение       |
| 38 | Раздольный        | хутор                  | ↗191      | Советское сельское поселение       |
| 39 | Родниковский      | хутор                  | ↘1138     | Советское сельское поселение       |
| 40 | Роте-Фане         | хутор                  | ↗768      | Верхнекубанское сельское поселение |
| 41 | Северокавказский  | хутор                  | ↗595      | Ковалевское сельское поселение     |
| 42 | Советская         | станица                | ↗9882     | Советское сельское поселение       |
| 43 | Стебницкий        | хутор                  | ↘581      | Советское сельское поселение       |
| 44 | Степной           | посёлок                | ↘6        | Ляпинское сельское поселение       |
| 45 | Степной           | посёлок                | ↘8        | Новосельское сельское поселение    |
| 46 | Тельмана          | хутор                  | ↗191      | Верхнекубанское сельское поселение |
| 47 | Тёплый            | посёлок                | ↗67       | Верхнекубанское сельское поселение |
| 48 | Федоровский       | хутор                  | ↗458      | Верхнекубанское сельское поселение |
| 49 | Фортштадт         | хутор                  | ↗462      | Прочноокопское сельское поселение  |
| 50 | Шефкоммуна        | хутор                  | ↗313      | Верхнекубанское сельское поселение |
| 51 | Энгельса          | хутор                  | ↗310      | Верхнекубанское сельское поселение |
| 52 | Южный             | посёлок                | ↘270      | Советское сельское поселение       |

Упразднённые населённые пункты:
- 2022 г. — хутор Каспаровский

## Символика
С 2006 года изображение на гербе Новокубанского района соответствует его флагу. В 1999—2006 гг. действовал другой герб.

## Экономика
Новокубанский район – один из самых развитых сельскохозяйственных районов Краснодарского края, с высокой культурой земледелия. Район занимает серьёзные позиции в экономическом пространстве Краснодарского края.

## Известные уроженцы
- Коробчак, Николай Иванович (1918-1981) — генерал-майор авиации, заслуженный военный лётчик СССР. Родился в селе Ковалёвское.

## См.также
- Административное деление Краснодарского края
- Флаг Новокубанского района